# Scania T
Scania T — капотный крупнотоннажный грузовой автомобиль, серийно выпускаемый шведской компанией Scania в период с 2000 по 2005 год.

## Дебют
Первый прототип появился в 1980 году с T-образным капотом и двигателями объёмом 7,8, 11, либо 14,2 литра. Каждая модель обозначалась числами 82, 112 или 142. Кабина, имеющая совершенно новый интерьер, была спроектирована итальянским автодизайнером Джорджетто Джуджаро.

## Модельный ряд

### 1980—1987 (Scania 2)
- Scania T92
- Scania T112
- Scania T142H

### 1987—1996 (Scania 3)
- Scania T93M
- Scania T112H
- Scania T143M

### 1995—2000 (Scania 4)
- Scania T114C
- Scania T124C
- Scania T144L
- Scania T164L V8

### 2000—2005 (Scania T)[2]
По типу кабины:
- низкая дневная CR16
- низкая со спальником CR19L
- низкая со спальником CR19N (Normal)
- высокая со спальником CR19H (Highline)
- высокая со спальником CR19T (Topline)
- высокая со спальником CR19T (Longline)

По типу двигателей:
- Р5 объёмом 9 л, мощностью 250/280/320/340/360 л. с.
- Р6 объёмом 13 л, мощностью 370/410/450/490 л. с.
- V8 объёмом 16 л, мощностью 520/580 л. с.